# Moulin du Pont-de-Mamou
Le moulin du Pont-de-Mamou est un ancien moulin situé en France sur la commune d'Arpajon-sur-Cère (Cantal), en région Auvergne-Rhône-Alpes.

## Localisation
Le monument se trouve rue Jean-Jaurès.

## Historique
Construit en 1772 par un marchand d’Arpajon, ce moulin à farine fut équipé de deux paires de meules, puis complété par un foulon en 1788. Il décline à la fin du XIXe siècle, le bief disparaît et le bâtiment est transformé en maison d’habitation.

### Protection
Les façades et les toitures sont inscrites au titre des monuments historiques par arrêté du 5 décembre 1979.

## Description
De plan rectangulaire, en lave et couvert de lauzes avec toiture à coyau, il illustre l’habitat rural cantalien. Le bâtiment comprend une cave et deux pièces superposées, sans éléments extérieurs visibles liés à son usage d’origine.